# ライノウイルス
ライノウイルス (Rhinovirus) は、ウイルスの分類においてピコルナウイルス科エンテロウイルス属に属するライノウイルス系（A〜C型）のウイルスの総称。一般的にはヒトライノウイルス (human Rhinovirus) を指す。RNAウイルスである。省略して「HRV」と呼ばれることもある。「ライノ」とはギリシャ語で「鼻」という意味である。

## 風邪の原因ウイルス
風邪（普通感冒）の代表的な原因ウイルスとして知られている。100種類以上の血清型が存在する。このため風邪ワクチンの開発も難しい。
ライノウイルスは特に春と秋に感染者が多いウイルスだが、年間を通して流行する。ただ、RSウイルスやインフルエンザウイルスが流行する冬は比較的少ない。
ライノウイルスの感染は乳幼児から子供に多く、大人になるまでに何度か起こる。年齢が高くなるにつれて感染しにくくなり、感染しても症状が出にくくなる。
鼻やのどなどの上気道に感染し、のどの痛み、鼻づまり、くしゃみ、鼻水などを引き起こす。通常は1～2週間で自然に治るが、何度も風邪をひくこともある。薬はあくまで対症療法としてあり、根治を目的とするものではない。